# José Montilla
José Montilla Aguilera (Iznájar, Córdoba, 15 de enero de 1955) es un político español, presidente de la Generalidad de Cataluña de 2006 a 2010. Con anterioridad, ejerció como ministro de Industria, Turismo y Comercio del Gobierno de José Luis Rodríguez Zapatero entre 2004 y 2006, como presidente de la Diputación de Barcelona entre 2003 y 2004 y como alcalde de Cornellá de Llobregat durante 19 años. Tras abandonar la presidencia de la Generalidad, ejerció como senador hasta 2019.
Ha sido también primer secretario del Partido de los Socialistas de Cataluña desde el 18 de junio de 2000 hasta el 17 de diciembre de 2011 y miembro de la Comisión Ejecutiva Federal y del Comité Federal del Partido Socialista Obrero Español desde el 23 de julio de 2000.

## Biografía

### Política local
Tras afiliarse al PSC-PSOE en 1978, dos años después entra en el Consejo Nacional del partido.
Alcanzó con tan sólo 26 años el puesto de teniente de alcalde de Hacienda en San Juan Despí, donde también fue portavoz del Grupo Municipal Socialista. Posteriormente ocuparía, desde 1985 hasta abril de 2004, el cargo de alcalde de Cornellá de Llobregat. Tanto en las elecciones de 1999 como en las de 2003 fue reelegido con mayoría absoluta.
Fue miembro de la Comisión ejecutiva del V Congreso celebrado en 1987.
Tras la creación de los consejos comarcales, en el año 1988 fue elegido presidente del Consejo Comarcal del Bajo Llobregat, cargo que ocuparía hasta finales de 1997. Se incorporó a la Diputación de Barcelona en 1983 como diputado provincial de Obras públicas. En 1987 fue nombrado vicepresidente segundo de esta Diputación y en 1991 nombrado presidente delegado del área de Agricultura y Medio Ambiente, cargo que repetiría en 1995. En 1999 fue nombrado vicepresidente primero y ocupó la Presidencia de la Diputación desde el 1 de julio de 2003.
En 1994 fue elegido secretario de organización del partido, del que fue primer secretario desde el 18 de junio de 2000 hasta el 18 de diciembre de 2011, en que lo sustituyó Pere Navarro, alcalde de Tarrasa.

### Ministro
Tras las elecciones al Parlamento de Cataluña y la constitución del Tripartito catalán entre el PSC-PSOE, ERC e ICV-EUiA y su nombramiento como ministro en 2004, se convirtió en el hombre fuerte del PSC en el Gobierno de España.
Desde abril de 2004 dirigió la cartera ministerial de Industria, Comercio y Turismo del mismo, lo que le hizo cesar de todos los cargos que ocupaba hasta el momento en la Administración local. Compaginó su labor en el Ministerio con el cargo de primer secretario del PSC y miembro de la Ejecutiva Federal del PSOE. Al frente del departamento inauguró el 28 de marzo de 2005 el parador nacional de turismo de Santo Domingo de la Calzada (La Rioja) «Bernardo de Fresneda».
Montilla se mostró a favor de un canon sobre reproductores de CD y DVD, cediendo a las presiones de la Sociedad General de Autores (SGAE), logró imponer el canon digital. Según sus palabras el gobierno buscó la "conciliación entre los intereses de los creadores y de la industria", y el desarrollo de la sociedad de la información. El canon fue impuesto mediante la Ley de Propiedad Intelectual aprobada el 22 de junio de 2006 en la que se aumentaban los soportes sujetos a canon a los que fueran idóneos para grabar y reproducir archivos, como CD, DVD, reproductores MP3, tarjetas de memoria, móviles, impresoras y cámaras digitales.
A finales de 2005, se vio envuelto en una polémica derivada de la OPA hostil lanzada por la empresa Gas Natural contra Endesa. El periódico El Mundo desveló que la caja de ahorros La Caixa, máxima accionista de Gas Natural, había condonado al PSC (partido del que Montilla era secretario general) 6,3 millones de euros correspondientes a los intereses de demora de un préstamo vencido en 1994 y que suponían el 45% de la deuda total, y acordado que devolviese el importe principal, 7,81 millones, a un tipo de interés del 3% en 15 años. Según desveló también El Mundo, las condiciones del acuerdo entre el PSC y La Caixa no fueron comunicadas al Tribunal de Cuentas.
El ministro negó relación alguna de esta operación con la autorización de la OPA por parte de la Comisión Nacional de Energía. Y lo hizo por última vez por el propio Montilla en una entrevista a Telecinco el 4 de julio de 2006. Desde el Partido Popular se pidió su dimisión por considerar que se encontraba en una situación de conflicto de intereses que no le permiten ser objetivo en operaciones como las relativas a la OPA, de las que es el máximo responsable. Desde el PSOE se argumentó que los principales argumentos sobre la viabilidad de la OPA son los que tienen que ver con el Tribunal de la Competencia, y no con la Comisión de la Energía. Recordaron también, en defensa de Montilla y del PSC, que la renegociación de créditos se hizo con otros partidos políticos, como el caso del PP de Galicia en relación con un crédito de Caixa Galicia.
Por otra parte el Partido Popular se mostró favorable a la OPA de la alemana E.ON sobre Endesa y fue uno de los motivos por los que solicitó el cese de Montilla
La Asociación Profesional Española de Informadores de Prensa, Radio y Televisión (APEI) y la Federación de Asociaciones de la Prensa de España (FAPE) criticaron unas declaraciones de Montilla contra la cadena radiofónica COPE por ser el ministro el encargado de la regulación del sector audiovisual quien critica los contenidos de un medio de comunicación. Este hecho, y los reajustes en la asignación de frecuencias radiofónicas en Cataluña, llevaron al periodista y eurodiputado del Partido Popular, Luis Herrero, y a otros periodistas españoles a presentar ante el Parlamento Europeo un manifiesto firmado por más de setecientas mil personas para que la institución comunitaria tomara cartas en lo que consideraban una operación política «destinada a desposeer a la segunda cadena de radio más importante de España de todas sus emisoras en Cataluña». En medio de esta polémica, Federico Jiménez Losantos afirmó que no había terminado el Bachillerato, dato que fue desmentido.

### Presidente de la Generalidad de Cataluña

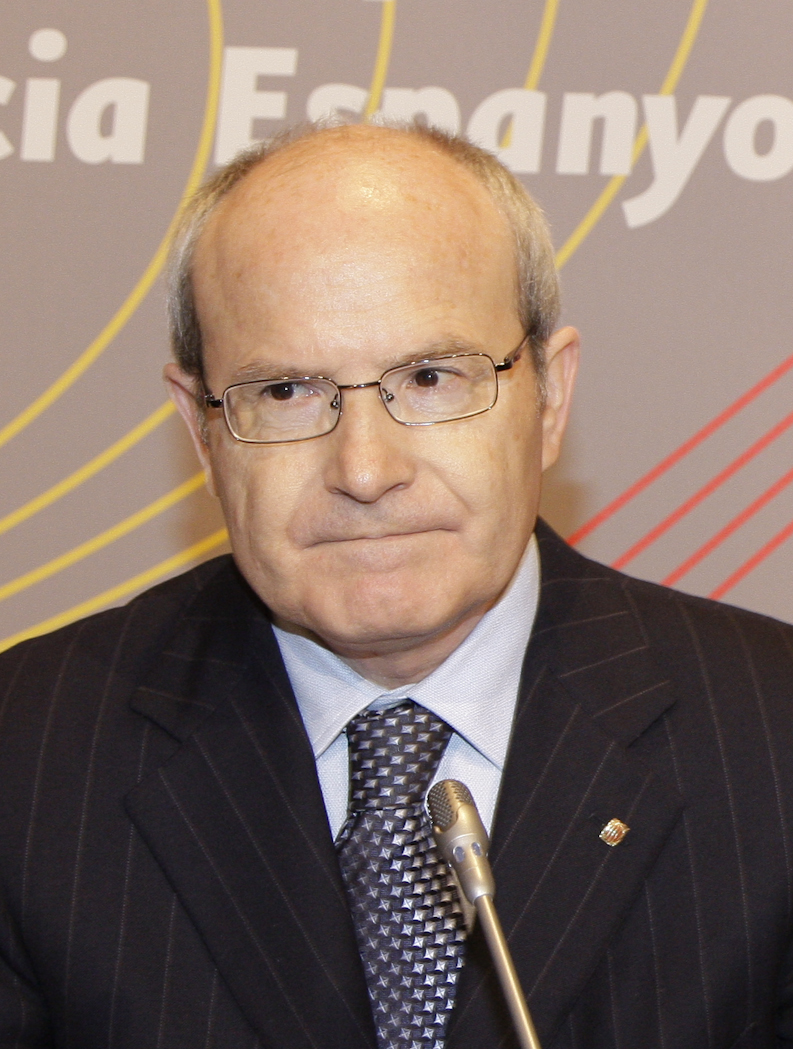
Montilla en enero de 2010

Tras anunciar el presidente Pasqual Maragall que no sería candidato de nuevo a la presidencia en la Generalidad de Cataluña, el Comité Nacional del PSC le eligió como candidato a presidente de Cataluña en las elecciones autonómicas de 2006, celebradas el 1 de noviembre. A pesar de obtener once escaños menos que Convergència i Unió y cinco menos que Maragall en las anteriores elecciones, fue investido presidente el 24 de noviembre de 2006 con los votos a favor del Partido de los Socialistas de Cataluña, Esquerra Republicana de Catalunya e Iniciativa per Catalunya Verds y los votos en contra de Convergència i Unió, Partido Popular y Ciudadanos-Partido de la Ciudadanía. De esta manera, se convierte en el primer presidente de la Generalidad de Cataluña que no ha nacido en Cataluña.
En las elecciones al Parlamento de Cataluña de 2010 el PSC obtuvo uno de los peores resultados electorales de su historia. Debido a ello, José Montilla manifestó su voluntad de renunciar a su acta de diputado en el Parlamento de Cataluña. Renunció, así mismo, a seguir liderando el PSC, relevo que se formalizó el 17 de diciembre de 2011, en el marco del XII congreso del partido, en el que Pere Navarro fue elegido primer secretario. Antes de las elecciones, manifestó que estas serían las últimas.

### Senador
Tras un año alejado de la política activa, el PSC le propuso como senador por designación autonómica junto a Iolanda Pineda, para reemplazar a los socialistas Joan Sabate y Assumpta Bach en la Cámara Alta. Aunque el resto de fuerzas del hemiciclo catalán y sectores del propio PSC consideraron «inapropiado» el paso de un expresidente de Cataluña al Senado, Montilla y Pineda fueron elegidos el 1 de diciembre de 2011 senadores por el Parlamento de Cataluña con 106 votos a favor, 8 en contra y 10 abstenciones.
En el Senado, Montilla fue designado portavoz el Grupo Parlamentario de Entesa pel Progrés de Catalunya —formado por el PSC e ICV— en las comisiones parlamentarias de Economía y Competitividad, Hacienda y Administraciones Públicas, Industria, Energía y Turismo, y la General de Comunidades Autónomas para la X Legislatura.
El 27 de octubre de 2017, durante la votación en el Senado para la aplicación en Cataluña del artículo 155 de la Constitución, Montilla se ausentó del hemiciclo y no votó, por mostrarse en contra de la aplicación del artículo 155.

### Carrera posterior
En junio de 2020 fue nombrado consejero independiente de Enagás, compañía operadora de infraestructuras energéticas y Gestor Técnico del Sistema gasista en España.

## Figura política y pensamiento
José Montilla se ha definido a sí mismo como «catalán, catalanista, español y europeísta». No obstante, desde diversos sectores políticos y sociales tradicionalmente se le ha criticado por sus planteamientos nacionalistas catalanes, si bien Montilla siempre ha rechazado tener un perfil nacionalista.

## Creencias
Montilla se considera «una persona poco mística». Se declara católico no practicante, y entre sus opiniones, dice que independientemente de si se es creyente o no, la Biblia se tiene que leer por un tema de cultura general. Además, cree que los enfrentamientos del PSOE con la Iglesia transmiten a la opinión pública una imagen que perjudica al partido. Considera que el catolicismo comparte con el socialismo democrático valores como la solidaridad, la fraternidad y la igualdad, aunque lamenta que la Jerarquía católica vaya, en su opinión, por detrás de la sociedad.